# 日托米尔-别尔季切夫攻势
日托米尔-别尔季切夫攻势行动是苏联第聶伯河-喀爾巴阡山脈攻勢的一部分，是1943年12月24日到1944年1月14日由陆军上将瓦图京指挥的乌克兰第1方面军的部队对德军第4装甲集团军进行的一次攻势。 苏军成功占领基辅州和日托米尔州全部以及文尼察州和罗夫诺州的一部分,并且使德军在卡尼夫的部队的侧翼暴露，为进一步的科尔孙-舍甫琴科夫斯基攻势创造了先机。

## 背景
1943年11月6日，苏军攻占基辅，于7日攻占法斯托夫，13日攻占日托米尔。这个巨大的桥头堡深深嵌入了德军的防线，德军调集了第48装甲军反攻苏军的桥头堡。20日，德军重占日托米尔。23日，德军占领布魯西利夫。苏军从法斯托夫调来了近卫坦克第3集团军，从预备役中抽调近卫第1集团军，从大布克林桥头堡调来了第27、40集团军一部，将德军成功阻击。到11月底，双方战线稳定在切尔尼亚希夫-拉多梅什利-斯塔维谢-尤里夫卡一线。在1943年12月初，德军又发起了数次反攻，均未能突破苏军防线。